# Копнењак
Копнењак је врста ветра који дува на Медитерану. Дува током ноћи са копна на море. Супротан је зморцу.